# Coll del Ric
El Coll del Ric, o Coll Ric, és un coll situat a 960,9 m alt dels contraforts septentrionals dels Pirineus entre els termes comunals dels Banys d'Arles i Palaldà, a l'antic terme de Montalbà, i de Reiners, tots dos del Vallespir (Catalunya del Nord).
És a la zona sud-est del terme comunal al qual pertany, al sud-est del poble de Montalbà, a ran, també al sud-est, del Cortal de la Garriga, que és dins del terme dels Banys d'Arles i Palaldà i al sud-oest de la Mondina, del terme de Reiners. També és al sud-est del Coll del Faig i al nord-oest del Puig de la Porrassa.
Consta documentat des del 1377 (a coll Dolrich), a més de diverses documentacions posteriors.